# Кралство Араукания и Патагония
Кралство Араукания и Патагония (на френски: Royaume d’Araucanie и de Patagonie; на испански: Reino de la Araucanía y de la Patagonia, понякога наричано Нова Франция) е кратко просъществувала непризната държава, създадена през 1860 г. от френския адвокат и авантюрист Орели-Антоан дьо Тунан (управлявал под името Аврелий Антоний I) в Южна Америка (в Патагония и Араукания). По същото време, местното индианско население е въвлечено в отчаяна борба за съхранение на свободата си срещу военното и икономическото нашествие, извършвано от правителствата на Чили и Аржентина, които се стремят да получат нови земи за увеличение на селскостопанския си потенциал.
Орели-Антоан е арестуван на 5 януари 1862 г. от чилийските власти и е обявен за невменяем на 2 септември същата година от съда в Сантяго. На 28 октомври 1862 г. е изпратен в изгнание във Франция, като по-късно прави три неуспешни опита да се завърне в Араукания и Патагония и да си възвърне кралството. Потомците му също претендират за трона на Араукания и Патагония.

## Монарси на кралството
- Аврелий Антоний I, крал (1860 – 1878)
- Ахил (Ахилес) I, крал (1878 – 1902)
- Антоний (Антонио) II, крал (1902 – 1903)
- Лаура Тереза I, кралица (1903 – 1916)
- Антоний (Антонио) III (1916 – 1951)
- Филип (Фелипе), принц (1951 – 2014)